# Nordens diplomatiska beskickningar
Nedan listas diplomatiska beskickningar i världen tillhörande de nordiska länderna, Danmark, Finland, Island, Norge och Sverige. På några ställen har alla, eller några av de nordiska länderna gemensamma beskickningar. Exempel på detta är de nordiska ambassaderna i Berlin (alla de nordiska länderna), Nordens Hus i Yangon (Danmark, Finland, Norge och Sverige) och den nordiska ambassaden i Dhaka (Danmark, Norge och Sverige).
De nordiska länderna har ett nära samarbete, och Helsingforsavtalet reglerar det officiella samarbetet mellan länderna i Nordiska rådet och Nordiska Ministerrådet. Avtalet innehåller riktlinjer för det konsulära samarbetet mellan de nordiska utrikesdepartementen, och mellan ländernas utrikesrepresentationer. Enligt Helsingforsavtalet ska nordiska delegater kunna bistå medborgare från andra nordiska länder om detta landet saknar beskickning i landet i fråga. Den gemensamma nordiska instruktionen för konsulärt samarbete antogs år 1967 och 2005 stärktes det konsulära beredskapssamarbetet ytterligare genom en gemensam instruktion till nordiska beskickningar.

## Afrika
|                   | Danmark                                      | Finland                  | Island              | Norge                    | Sverige                  |
| ----------------- | -------------------------------------------- | ------------------------ | ------------------- | ------------------------ | ------------------------ |
| Algeriet          | Alger (Ambassad)                             | Alger (Ambassad)         |                     | Alger (Ambassad)         | Alger (Ambassad)         |
| Angola            |                                              |                          |                     | Luanda (Ambassad)        | Luanda (Ambassad)        |
| Burkina Faso      | Ouagadougou (Ambassad)                       |                          |                     |                          | Ouagadougou (Ambassad)   |
| Kongo-Brazzaville |                                              |                          |                     |                          | Kinshasa (Ambassad)      |
| Egypten           | Kairo (Ambassad)                             | Kairo (Ambassad)         |                     | Kairo (Ambassad)         | Kairo (Ambassad)         |
| Eritrea           |                                              |                          |                     | Asmara (Ambassad)        |                          |
| Etiopien          | Addis Abeba (Ambassad)                       | Addis Abeba (Ambassad)   |                     | Addis Abeba (Ambassad)   | Addis Abeba (Ambassad)   |
| Ghana             | Accra (Ambassad)                             |                          |                     | Accra (Ambassad)         |                          |
| Kenya             | Nairobi (Ambassad)                           | Nairobi (Ambassad)       |                     | Nairobi (Ambassad)       | Nairobi (Ambassad)       |
| Liberia           |                                              |                          |                     |                          | Monrovia (Ambassad)      |
| Madagaskar        |                                              |                          |                     | Antananarivo (Ambassad)  |                          |
| Malawi            |                                              |                          | Lilongwe (Ambassad) | Lilongwe (Ambassad)      |                          |
| Mali              | Bamako (Ambassad)                            |                          |                     | Bamako (Ambassad)        | Bamako (Ambassad)        |
| Marocko           | Rabat (Ambassad)                             | Rabat (Ambassad)         |                     | Rabat (Ambassad)         | Rabat (Ambassad)         |
| Moçambique        |                                              | Maputo (Ambassad)        |                     | Maputo (Ambassad)        | Maputo (Ambassad)        |
| Namibia           |                                              | Windhoek (Ambassad)      |                     |                          |                          |
| Nigeria           | - Abuja (Ambassad) - Lagos (Generalkonsulat) | Abuja (Ambassad)         |                     | Abuja (Ambassad)         | Abuja (Ambassad)         |
| Rwanda            |                                              |                          |                     |                          | Kigali (Ambassad)        |
| Somaliland        | Hargeisa (Representationskontor)             |                          |                     |                          |                          |
| Sydafrika         | Pretoria (Ambassad)                          | Pretoria (Ambassad)      |                     | Pretoria (Ambassad)      | Pretoria (Ambassad)      |
| Sydsudan          |                                              |                          |                     | Juba (Ambassad)          |                          |
| Sudan             |                                              |                          |                     | Khartoum (Ambassad)      | Khartoum (Ambassad)      |
| Tanzania          | Dar-es-Salaam (Ambassad)                     | Dar-es-Salaam (Ambassad) |                     | Dar-es-Salaam (Ambassad) | Dar-es-Salaam (Ambassad) |
| Tunisien          |                                              | Tunis (Ambassad)         |                     |                          | Tunis (Ambassad)         |
| Uganda            | Kampala (Ambassad)                           |                          | Kampala (Ambassad)  | Kampala (Ambassad)       | Kampala (Ambassad)       |
| Zambia            |                                              | Lusaka (Ambassad)        |                     | Lusaka (Ambassad)        | Lusaka (Ambassad)        |
| Zimbabwe          |                                              |                          |                     | Harare (Ambassad)        | Harare (Ambassad)        |

## Amerika
|           | Danmark | Finland                                                                                         | Island                                                          | Norge | Sverige                                                         | Grönland                                 |
| --------- | --- | ----------------------------------------------------------------------------------------------- | --------------------------------------------------------------- | --- | --------------------------------------------------------------- | ---------------------------------------- |
| Argentina | Buenos Aires (Ambassad) | Buenos Aires (Ambassad)                                                                         |                                                                 | Buenos Aires (Ambassad)                                                                                                  | Buenos Aires (Ambassad)                                         |                                          |
| Bolivia   | |                                                                                                 |                                                                 | | La Paz (Ambassad)                                               |                                          |
| Brasilien | - Brasília (Ambassad) - São Paulo (Generalkonsulat) | Brasília (Ambassad)                                                                             |                                                                 | - Brasília (Ambassad) - Rio (Generalkonsulat)                                                                            | Brasília (Ambassad)                                             |                                          |
| Kanada    | - Ottawa (Ambassad) - Toronto (Generalkonsulat) | Ottawa (Ambassad)                                                                               | - Ottawa (Ambassad) - Winnipeg (Generalkonsulat)                | Ottawa (Ambassad) | Ottawa (Ambassad)                                               |                                          |
| Chile     | Santiago (Ambassad) | Santiago (Ambassad)                                                                             |                                                                 | Santiago (Ambassad) | Santiago (Ambassad)                                             |                                          |
| Colombia  | Bogotá (Ambassad) | Bogotá (Ambassad)                                                                               |                                                                 | Bogotá (Ambassad) | Bogotá (Ambassad)                                               |                                          |
| Kuba      | |                                                                                                 |                                                                 | Havanna (Ambassad) | Havanna (Ambassad)                                              |                                          |
| Guatemala | |                                                                                                 |                                                                 | | Guatemala City (Ambassad)                                       |                                          |
| Mexico    | Mexico City (Ambassad) | Mexico City (Ambassad)                                                                          |                                                                 | Mexico City (Ambassad)                                                                                                   | Mexico City (Ambassad)                                          |                                          |
| Peru      | | Lima (Ambassad)                                                                                 |                                                                 | | Lima (Ambassad)                                                 |                                          |
| USA       | - Washington, D.C. (Ambassad) - Chicago (Generalkonsulat) - Houston (Generalkonsulat) - New York (Generalkonsulat) - Palo Alto (Generalkonsulat & Silicon Valley Innovation Centre) | - Washington, D.C. (Ambassad) - Los Angeles (Generalkonsulat) - New York City (Generalkonsulat) | - Washington, D.C. (Ambassad) - New York City (Generalkonsulat) | - Washington, D.C. (Ambassad) - Houston (Generalkonsulat) - New York (Generalkonsulat) - San Francisco (Generalkonsulat) | - Washington, D.C. (Ambassad) - New York City (Generalkonsulat) | Washington, D.C. (Representationskontor) |
|           | |                                                                                                 |                                                                 | |                                                                 |                                          |
| Grönland  | Nuuk (Riksombud) |                                                                                                 | Nuuk (Generalkonsulat)                                          | |                                                                 |                                          |

|  | = Norden |

## Asien
|                       | Danmark | Finland                                          | Island               | Norge                                                                          | Sverige                                             |
| --------------------- | --- | ------------------------------------------------ | -------------------- | ------------------------------------------------------------------------------ | --------------------------------------------------- |
| Afghanistan           | Kabul (Ambassad)                                                                                             | Kabul (Ambassad)                                 |                      | Kabul (Ambassad)                                                               | Kabul (Ambassad)                                    |
| Armenien              | |                                                  |                      |                                                                                | Jerevan (Ambassad)                                  |
| Azerbajdzjan          | |                                                  |                      | Baku (Ambassad)                                                                | Baku (Ambassad)                                     |
| Bangladesh            | Dhaka (Ambassad)                                                                                             |                                                  |                      | Dhaka (Ambassad)                                                               | Dhaka (Ambassad)                                    |
| Bhutan                | Thimphu (Representationskontor)                                                                              |                                                  |                      |                                                                                |                                                     |
| Kambodja              | Phnom Penh (Representationskontor)                                                                           |                                                  |                      |                                                                                | Phnom Penh (Ambassad)                               |
| Kina                  | - Peking (Ambassad) - Chongqing (Generalkonsulat) - Guangzhou (Generalkonsulat) - Shanghai (Generalkonsulat) | - Peking (Ambassad) - Shanghai (Generalkonsulat) | Peking (Ambassad)    | - Peking (Ambassad) - Guangzhou (Generalkonsulat) - Shanghai (Generalkonsulat) | - Peking (Ambassad) - Shanghai (Generalkonsulat)    |
| Georgien              | |                                                  |                      | Tbilisi (Ambassad)                                                             | Tbilisi (Ambassad)                                  |
| Indien                | New Delhi (Ambassad)                                                                                         | New Delhi (Ambassad)                             | New Delhi (Ambassad) | - New Delhi (Ambassad) - Mumbai (Generalkonsulat)                              | New Delhi (Ambassad)                                |
| Indonesien            | Jakarta (Ambassad)                                                                                           | Jakarta (Ambassad)                               |                      | Jakarta (Ambassad)                                                             | Jakarta (Ambassad)                                  |
| Iran                  | Teheran (Ambassad)                                                                                           | Teheran (Ambassad)                               |                      | Teheran (Ambassad)                                                             | Teheran (Ambassad)                                  |
| Irak                  | | Bagdad (Ambassad)                                |                      |                                                                                | Bagdad (Ambassad)                                   |
| Israel                | Tel Aviv (Ambassad)                                                                                          | Tel Aviv (Ambassad)                              |                      | Tel Aviv (Ambassad)                                                            | - Tel Aviv (Ambassad) - Jerusalem (Generalkonsulat) |
| Japan                 | Tokyo (Ambassad)                                                                                             | Tokyo (Ambassad)                                 | Tokyo (Ambassad)     | Tokyo (Ambassad)                                                               | Tokyo (Ambassad)                                    |
| Jordanien             | |                                                  |                      | Amman (Ambassad)                                                               | Amman (Ambassad)                                    |
| Kazakstan             | | Astana (Ambassad)                                |                      | Astana (Ambassad)                                                              | Astana (Ambassad)                                   |
| Libanon               | Beirut (Ambassad)                                                                                            | Beirut (Ambassad)                                |                      | Beirut (Ambassad)                                                              | Beirut (Ambassad)                                   |
| Malaysia              | Kuala Lumpur (Ambassad)                                                                                      | Kuala Lumpur (Ambassad)                          |                      | Kuala Lumpur (Ambassad)                                                        | Kuala Lumpur (Ambassad)                             |
| Myanmar               | Yangon (Ambassad)                                                                                            | Yangon (Ambassad)                                |                      | Yangon (Ambassad)                                                              |                                                     |
| Nepal                 | | Kathmandu (Ambassad)                             |                      | Kathmandu (Ambassad)                                                           |                                                     |
| Nordkorea             | |                                                  |                      |                                                                                | Pyongyang (Ambassad)                                |
| Pakistan              | Islamabad (Ambassad)                                                                                         |                                                  |                      | Islamabad (Ambassad)                                                           | Islamabad (Ambassad)                                |
| Palestina             | Ramallah (Representationskontor)                                                                             | Ramallah (Representationskontor)                 |                      | Ramallah (Representationskontor)                                               |                                                     |
| Filippinerna          | Manila (Ambassad)                                                                                            | Manila (Ambassad)                                |                      | Manila (Ambassad)                                                              | Manila (Ambassad)                                   |
| Qatar                 | |                                                  |                      |                                                                                | Doha (Ambassad)                                     |
| Saudiarabien          | Riyadh (Ambassad)                                                                                            | Riyadh (Ambassad)                                |                      | - Riyadh (Ambassad) - Jidda (Generalkonsulat)                                  | Riyadh (Ambassad)                                   |
| Singapore             | Singapore (Ambassad)                                                                                         | Singapore (Ambassad)                             |                      | Singapore (Ambassad)                                                           | Singapore (Ambassad)                                |
| Sydkorea              | Seoul (Ambassad)                                                                                             | Seoul (Ambassad)                                 |                      | Seoul (Ambassad)                                                               | Seoul (Ambassad)                                    |
| Sri Lanka             | |                                                  |                      | Colombo (Ambassad)                                                             |                                                     |
| Syrien                | |                                                  |                      |                                                                                | Damaskus (Ambassad)                                 |
| Taiwan                | Taipei (Trade Council of Denmark, Taipei)                                                                    | Taipei (Finland Trade Centre)                    |                      |                                                                                | Taipei (Swedish Trade and Invest Council)           |
| Thailand              | Bangkok (Ambassad)                                                                                           | Bangkok (Ambassad)                               |                      | Bangkok (Ambassad)                                                             | Bangkok (Ambassad)                                  |
| Turkiet               | - Ankara (Ambassad) - Istanbul (Generalkonsulat)                                                             | Ankara (Ambassad)                                |                      | - Ankara (Ambassad) - Istanbul (Generalkonsulat)                               | - Ankara (Ambassad) - Istanbul (Generalkonsulat)    |
| Förenade Arabemiraten | Abu Dhabi (Ambassad)                                                                                         | Abu Dhabi (Ambassad)                             |                      | Abu Dhabi (Ambassad)                                                           | Abu Dhabi (Ambassad)                                |
| Vietnam               | Hanoi (Ambassad)                                                                                             | Hanoi (Ambassad)                                 |                      | Hanoi (Ambassad)                                                               | Hanoi (Ambassad)                                    |
|                       | |                                                  |                      |                                                                                |                                                     |
| Hongkong              | | Hongkong (Generalkonsulat)                       |                      |                                                                                | Hongkong (Generalkonsulat)                          |

## Europa
|                         | Danmark                                                                                                   | Finland | Island                     | Norge                                                                        | Sverige                                                | Färöarna                          | Grönland                          |
| ----------------------- | --- | --- | -------------------------- | ---------------------------------------------------------------------------- | ------------------------------------------------------ | --------------------------------- | --------------------------------- |
| Albanien                | | |                            |                                                                              | Tirana (Ambassad)                                      |                                   |                                   |
| Österrike               | Wien (Ambassad)                                                                                           | Wien (Ambassad) |                            | Wien (Ambassad)                                                              | Wien (Ambassad)                                        |                                   |                                   |
| Vitryssland             | | Minsk (Representationskontor) |                            |                                                                              | Minsk (Ambassad)                                       |                                   |                                   |
| Belgien                 | Bryssel (Ambassad)                                                                                        | Bryssel (Ambassad) | Bryssel (Ambassad)         | Bryssel (Ambassad)                                                           |                                                        | Bryssel (Representationskontor    | Brussel (Representationskontor    |
| Bosnien och Hercegovina | | |                            | Sarajevo (Ambassad)                                                          | Sarajevo (Ambassad)                                    |                                   |                                   |
| Bulgarien               | Sofia (Ambassad)                                                                                          | Sofia (Ambassad) |                            |                                                                              |                                                        |                                   |                                   |
| Kroatien                | Zagreb (Ambassad)                                                                                         | Zagreb (Ambassad) |                            | Zagreb (Ambassad)                                                            | Zagreb (Ambassad)                                      |                                   |                                   |
| Cypern                  | | Nicosia (Ambassad) |                            |                                                                              | Nicosia (Ambassad)                                     |                                   |                                   |
| Tjeckien                | Prag (Ambassad)                                                                                           | Prag (Ambassad) |                            | Prag (Ambassad)                                                              | Prag (Ambassad)                                        |                                   |                                   |
| Danmark                 | | Köpenhamn (Ambassad) | Köpenhamn (Ambassad)       | Köpenhamn (Ambassad)                                                         | Köpenhamn (Ambassad)                                   | Köpenhamn (Representationskontor) | Köpenhamn (Representationskontor) |
| Estland                 | Tallinn (Ambassad)                                                                                        | Tallinn (Ambassad) |                            | Tallinn (Ambassad)                                                           | Tallinn (Ambassad)                                     |                                   |                                   |
| Finland                 | Helsingfors (Ambassad)                                                                                    | | Helsingfors (Ambassad)     | Helsingfors (Ambassad)                                                       | Helsingfors (Ambassad)                                 |                                   |                                   |
| Frankrike               | Paris (Ambassad)                                                                                          | Paris (Ambassad) | Paris (Ambassad)           | Paris (Ambassad)                                                             | Paris (Ambassad)                                       |                                   |                                   |
| Tyskland                | - Berlin (Ambassad) - Flensburg (Generalkonsulat) - Hamburg (Generalkonsulat) - München (Generalkonsulat) | Berlin (Ambassad) | Berlin (Ambassad)          | - Berlin (Ambassad) - Hamburg (Generalkonsulat) - Düsseldorf (Konsulat)      | Berlin (Ambassad)                                      |                                   |                                   |
| Grekland                | Aten (Ambassad)                                                                                           | Aten (Ambassad) |                            | Aten (Ambassad)                                                              | Aten (Ambassad)                                        |                                   |                                   |
| Vatikanstaten           | | |                            |                                                                              | - Stockholm (Ambassad) - Rom (Kansli)                  |                                   |                                   |
| Ungern                  | Budapest (Ambassad)                                                                                       | Budapest (Ambassad) |                            | Budapest (Ambassad)                                                          | Budapest (Ambassad)                                    |                                   |                                   |
| Island                  | Reykjavik (Ambassad)                                                                                      | Reykjavik (Ambassad) |                            | Reykjavik (Ambassad)                                                         | Reykjavik (Ambassad)                                   | Reykjavik (Representationskontor) | Reykjavik (Representationskontor) |
| Irland                  | Dublin (Ambassad)                                                                                         | Dublin (Ambassad) |                            | Dublin (Ambassad)                                                            |                                                        |                                   |                                   |
| Italien                 | Rom (Ambassad)                                                                                            | Rom (Ambassad) |                            | Rom (Ambassad)                                                               | Rom (Ambassad)                                         |                                   |                                   |
| Kosovo                  | | Pristina (Ambassad) |                            | Pristina (Ambassad)                                                          | Pristina (Ambassad)                                    |                                   |                                   |
| Lettland                | Riga (Ambassad)                                                                                           | Riga (Ambassad) |                            | Riga (Ambassad)                                                              | Riga (Ambassad)                                        |                                   |                                   |
| Litauen                 | Vilnius (Ambassad)                                                                                        | Vilnius (Ambassad) |                            | Vilnius (Ambassad)                                                           | Vilnius (Ambassad)                                     |                                   |                                   |
| Moldavien               | | |                            |                                                                              | Chişinău (Ambassad)                                    |                                   |                                   |
| Nederländerna           | Haag (Ambassad)                                                                                           | Haag (Ambassad) |                            | - Haag (Ambassad) - Rotterdam (Generalkonsulat)                              | Haag (Ambassad)                                        |                                   |                                   |
| Nordmakedonien          | | |                            |                                                                              | Skopje (Ambassad)                                      |                                   |                                   |
| Norge                   | Oslo (Ambassad)                                                                                           | Oslo (Ambassad) | Oslo (Ambassad)            |                                                                              | Oslo (Ambassad)                                        |                                   |                                   |
| Polen                   | Warszawa (Ambassad)                                                                                       | Warszawa (Ambassad) |                            | Warszawa (Ambassad)                                                          | Warszawa (Ambassad)                                    |                                   |                                   |
| Portugal                | Lissabon (Ambassad)                                                                                       | Lissabon (Ambassad) |                            | Lissabon (Ambassad)                                                          | Lissabon (Ambassad)                                    |                                   |                                   |
| Rumänien                | Bukarest (Ambassad)                                                                                       | Bukarest (Ambassad) |                            | Bukarest (Ambassad)                                                          | Bukarest (Ambassad)                                    |                                   |                                   |
| Ryssland                | Moskva (Ambassad)                                                                                         | - Moskva (Ambassad) - St. Petersburg (Generalkonsulat) - Petrozavodsk (Generalkonsulat branch office) - Murmansk (Generalkonsulat branch office) | Moskva (Ambassad)          | - Moskva (Ambassad) - St. Petersburg (Generalkonsulat) - Murmansk (Konsulat) | - Moskva (Ambassad) - St. Petersburg (Generalkonsulat) | Moskva (Representationskontor)    |                                   |
| Serbien                 | Belgrad (Ambassad)                                                                                        | Belgrad (Ambassad) |                            | Belgrad (Ambassad)                                                           | Belgrad (Ambassad)                                     |                                   |                                   |
| Slovakien               | | |                            | Bratislava (Ambassad)                                                        |                                                        |                                   |                                   |
| Spanien                 | Madrid (Ambassad)                                                                                         | Madrid (Ambassad) |                            | - Madrid (Ambassad) - Barcelona (Generalkonsulat) - Alicante (Konsulat)      | Madrid (Ambassad)                                      |                                   |                                   |
| Sverige                 | Stockholm (Ambassad)                                                                                      | Stockholm (Ambassad) | Stockholm (Ambassad)       | Stockholm (Ambassad)                                                         |                                                        |                                   |                                   |
| Schweiz                 | | Bern (Ambassad) | Genève (Ambassad)          | - Bern (Ambassad) - Genève (Generalkonsulat) - Zürich (Generalkonsulat)      | Bern (Ambassad)                                        |                                   |                                   |
| Ukraina                 | Kiev (Ambassad)                                                                                           | Kiev (Ambassad) |                            | Kiev (Ambassad)                                                              | Kiev (Ambassad)                                        |                                   |                                   |
| Storbritannien          | London (Ambassad)                                                                                         | London (Ambassad) | London (Ambassad)          | London (Ambassad)                                                            | London (Ambassad)                                      | London (Representationskontor)    |                                   |
|                         | | |                            |                                                                              |                                                        |                                   |                                   |
| Färöarna                | Tórshavn (Riksombud)                                                                                      | | Tórshavn (Generalkonsulat) |                                                                              |                                                        |                                   |                                   |
| Åland                   | | |                            |                                                                              | Mariehamn (Generalkonsulat)                            |                                   |                                   |

|  | = Norden |

## Oceanien
|            | Danmark                                          | Finland                                   | Island | Norge               | Sverige             |
| ---------- | ------------------------------------------------ | ----------------------------------------- | ------ | ------------------- | ------------------- |
| Australien | - Canberra (Ambassad) - Sydney (Generalkonsulat) | - Canberra (Ambassad) - Sydney (Konsulat) |        | Canberra (Ambassad) | Canberra (Ambassad) |

## Internationella organisationer
|                                                        | Danmark                               | Finland                               | Island                                | Norge                            | Sverige             | Färöarna | Grönland |
| ------------------------------------------------------ | ------------------------------------- | ------------------------------------- | ------------------------------------- | -------------------------------- | ------------------- | -------- | -------- |
| Comprehensive Nuclear-Test-Ban Treaty Organization     | Wien                                  |                                       | Wien                                  |                                  |                     |          |          |
| Europarådet                                            | Strasbourg (Permanent representation) | Strasbourg (Permanent representation) | Strasbourg (Permanent representation) | Strasbourg                       | Strasbourg          |          |          |
| Efta                                                   |                                       |                                       | Genève                                | Genève (Delegation)              |                     |          |          |
| EU                                                     | Bryssel (Permanent representation)    | Bryssel (Permanent representation)    |                                       | Bryssel                          | Bryssel             | Bryssel  | Bryssel  |
| FN:s livsmedels- och jordbruksorganisation             |                                       |                                       | Rom                                   |                                  |                     |          |          |
| Internationella atomenergiorganet                      | Wien                                  |                                       | Wien                                  |                                  |                     |          |          |
| Internationella fonden för jordbruksutveckling         |                                       |                                       | Rom                                   |                                  |                     |          |          |
| Nato                                                   |                                       | Bryssel                               | Bryssel                               | Bryssel (Permanent delegation)   | Bryssel             |          |          |
| Organisationen för ekonomiskt samarbete och utveckling | Paris                                 | Paris                                 |                                       | Paris                            | Paris               |          |          |
| Organisationen för säkerhet och samarbete i Europa     | Wien                                  |                                       | Wien                                  | Wien                             | Wien                |          |          |
| UNESCO                                                 |                                       |                                       |                                       | Paris                            | Paris               |          |          |
| FN                                                     | - New York - Genève - Wien            | - New York - Genève                   | - New York - Genève - Wien            | - New York - Genève (Delegation) | - New York - Genève |          |          |
| Världslivsmedelsprogrammet                             |                                       |                                       | Rom                                   |                                  |                     |          |          |
| Världshandelsorganisationen                            |                                       | Genève                                | Genève                                | Genève (Delegation)              |                     |          |          |

## Anteckningar
1. 1 2  Svenska ambassaden i Vatikanstaten är belägen i Stockholm. Det finns ett kansli på Sveriges ambassad i Rom, utanför Vatikanstatens territorium.